# Kurdistan
Kurdistan ("kurdernas land", ändelsen -istan härstammar från medelpersiskans platssuffix -stān) är ett statsövergripande område i sydvästra Asien. Hela området (med omstridd utbredning) består av områden i norra Irak (som har ett långtgående självbestämmande), sydöstra Turkiet, nordvästra Iran, nordöstra Syrien och sydvästra Armenien. Området bebos till överväldigande del av en kurdisk befolkning som talar kurdiska. 
Kurdistans fyra delar kallas på kurdiska för Bakur (norr, Turkiet och Armenien), Bashur (söder, Irak), Rojhalat (öster, Iran) och Rojava (väster, Syrien). Trots kurdernas mångåriga kamp för en egen nation har Kurdistan aldrig erkänts som en suverän stat. Vissa kurdiska organisationer, som etniskt företräder den största folkgruppen i respektive område, har under många år fört en kamp med politiska och/eller militära medel för att få utökade rättigheter inom respektive stat, vinna kurdisk autonomi eller för att skapa en kurdisk stat. Kurdistan är ingen nationalstat, är inte erkänt och har inga landgränser, förutom i den södra delen. Kurderna kan däremot i viss mån kallas en nation, eftersom de har ett språk samt en gemensam historia och kultur.
Bland andra etniska grupper i området, med vissa anspråk på autonomi eller självständighet, finns assyrier, azerer, och turkmener. Dessa  gruppers intressen befinner sig i många fall i territoriell konflikt. Turkiet har ofta med hårda metoder bekämpat alla försök till kurdisk självständighet också genom ett konstitutionellt förbud mot att använda det kurdiska språket. Det finns ett starkt motstånd inom Iran, Irak, Turkiet och Syrien mot att tillerkänna kurderna de fri- och rättigheter som de kräver. Flera kurdiska journalister, författare och verksamma politiker har gripits av bland andra irakisk, iransk, syrisk och turkisk polis och därefter fängslats, torterats och avrättats.
I vissa kurdiska städer kan urbana bosättningar dateras tillbaka till förhistorisk tid, särskilt Piranshahr med 8000 års urban bosättning och Erbil med 6000 års bosättning.

## Geografi

### Norra Kurdistan i Turkiet
Det bor 22 miljoner kurder i Turkiet, vilket utgör 25-30 procent av Turkiets befolkning. De bor främst i de sydöstra delarna av Turkiet som utgör norra Kurdistan.  Men de har även flyttat till exempelvis Istanbul, Alanya och Antalya där turismen ger arbetstillfällen. Också i Konya-området finns en betydande kurdisk befolkning, dit de tvingades för omkring 200 år i ett statligt försök att turkifiera dem. Emellertid har de lyckats bevara sitt språk och många turkar har anammat kurdernas kultur och språk.[källa behövs]

#### Nordöstra Kurdistan i Armenien
En mycket liten del av Kurdistan finns väster om Jerevan.

### Södra Kurdistan i Irak
Kurderna i Irak bor främst i norra Irak, vilket utgör södra Kurdistan.  De är en femtedel av befolkningen, omkring sju miljoner. Efter Gulfkrigets slut 1991, fick den irakiska regionen Kurdistan beskydd av FN samt av USA och dess allierade. I skydd av flygförbudszonen över norra Irak fann kurder det utrymme som krävdes för att skapa en viss autonomi.

### Östra Kurdistan i Iran

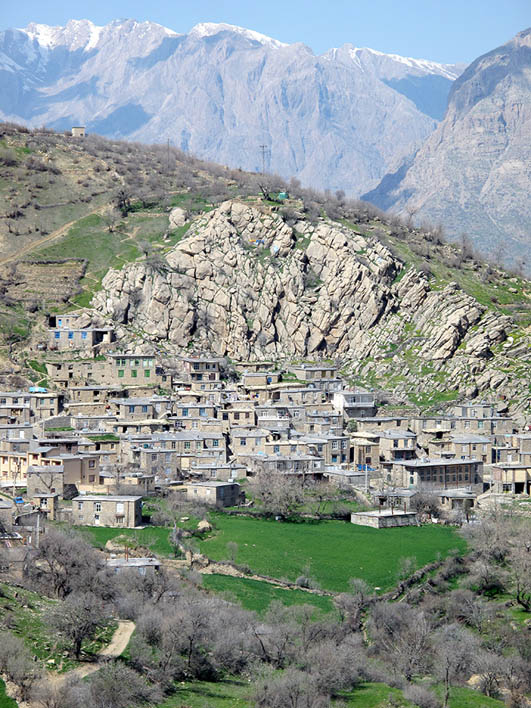
En typisk bergsby i Hawraman i Kurdistan

De etniska kurderna utgör i Iran omkring 6-8 procent (ca 8 miljoner) av befolkningen och är koncentrerade främst till provinserna Kurdistan och Västazarbaijan och huvudstaden Teheran. Kurderna är språkligt och etniskt sett besläktade med andra iranska folk, såsom perser och lurer. Kurdiska invånarna i Kermanshah är shiamuslimer.
I Iran är kurdiska ett tillåtet kulturspråk och musik på kurdiska sänds i Irans statliga tv- och radiokanaler. Kurdiska barn har rätt till kurdiska som hemspråk i grundskolan i områden där språket är majoritetsspråk. Kurdiska språket och kurdisk realia sedan 2015 kunnat undervisas även på iranska universitet, inklusive Kordestan-universitetet i Sanandaj. Kurderna i Iran har fulla friheter att klä sig i sin traditionella klädedräkt. Det finns ett rikt kurdiskt kulturliv i iranska städer som Sanandaj.

### Västra Kurdistan i Syrien
De etniska kurderna i Syrien är främst bosatta i al-Hasaka-provinsen, vilket utgör västra Kurdistan. De viktigaste städerna i regionen är Qamişlo och Hesîçe. Man uppskattar att cirka 10-12 procent (2,5-3 miljoner) av Syriens befolkning är etniska kurder. I mars 2004 uppstod blodiga sammandrabbningar vid en fotbollsmatch mellan det kurdiska hemmalaget och det arabnationalistiska laget Dayr al-Zur i Qamişlo. Efter denna händelse uppstod flera upplopp där ytterligare minst 30 personer dödades och många fängslades.

### Städer
Nedan listas några av de största städerna i Kurdistan.
Turkiska Kurdistan
- Amed, Semsûr, Dîlok, Êlih, Wan, Nusaybîn, Mêrdîn, Colemerg, Dersim, Sivas, Batman, Bitlis, Muş, Ağrı, Riha, Faqirîn, Bismil, Midyat, Bayezîd, Kars, Erçis, Derik, Siverek, Belqîs, Weranşar, Xarpêt, Meletî.

Iranska Kurdistan
- Piranshahr, Mehabad, Sine, Serdeşt, Seqiz, Bokan, Kirmaşan, Wirmê, Nexede och Ilam.

Irakiska Kurdistan
- Arbil (Hewlêr), Silêmanî, Kirkuk, Halabja (Helebce), Sharezûr, Amêdî, Zaxo, Duhok, Koya, Kelar och Ranya.

Syriska Kurdistan (Rojava)
- Qamişlo, Sere Kanîye, Kobanî, Hesîçe, Amuda och Efrîn.

### Klimat
Det kurdiska året delas enligt traditionen in efter väl definierade årstider.
Våren börjar 21 mars (i samband med newroz) och varar ända fram till 21 juni. Under våren är det fin natur med mycket grönska
Sommaren börjar 21 juni och varar fram till 21 september. Kurdistan har mycket varma somrar med torr natur som följd. 
Hösten varar mellan 21 september och 21 december. De första sex veckorna av hösten är väldigt svala, och det är i de sista sex veckorna som det börjar bli fuktigt och kallt.
21 december till 21 mars är det vinter, och bland invånarna i Kurdistan är vintern känd för sin kyla. Regn och snöfall varar i mer än sex månader i de flesta nordliga områdena i Kurdistan, med stora variationer mellan höglandet och slätten.
Temperaturerna kan under årets lopp variera mellan –35 grader och +55 grader i de olika områdena.[källa behövs]

## Historia
- Se Kurdernas historia

## Ekonomi

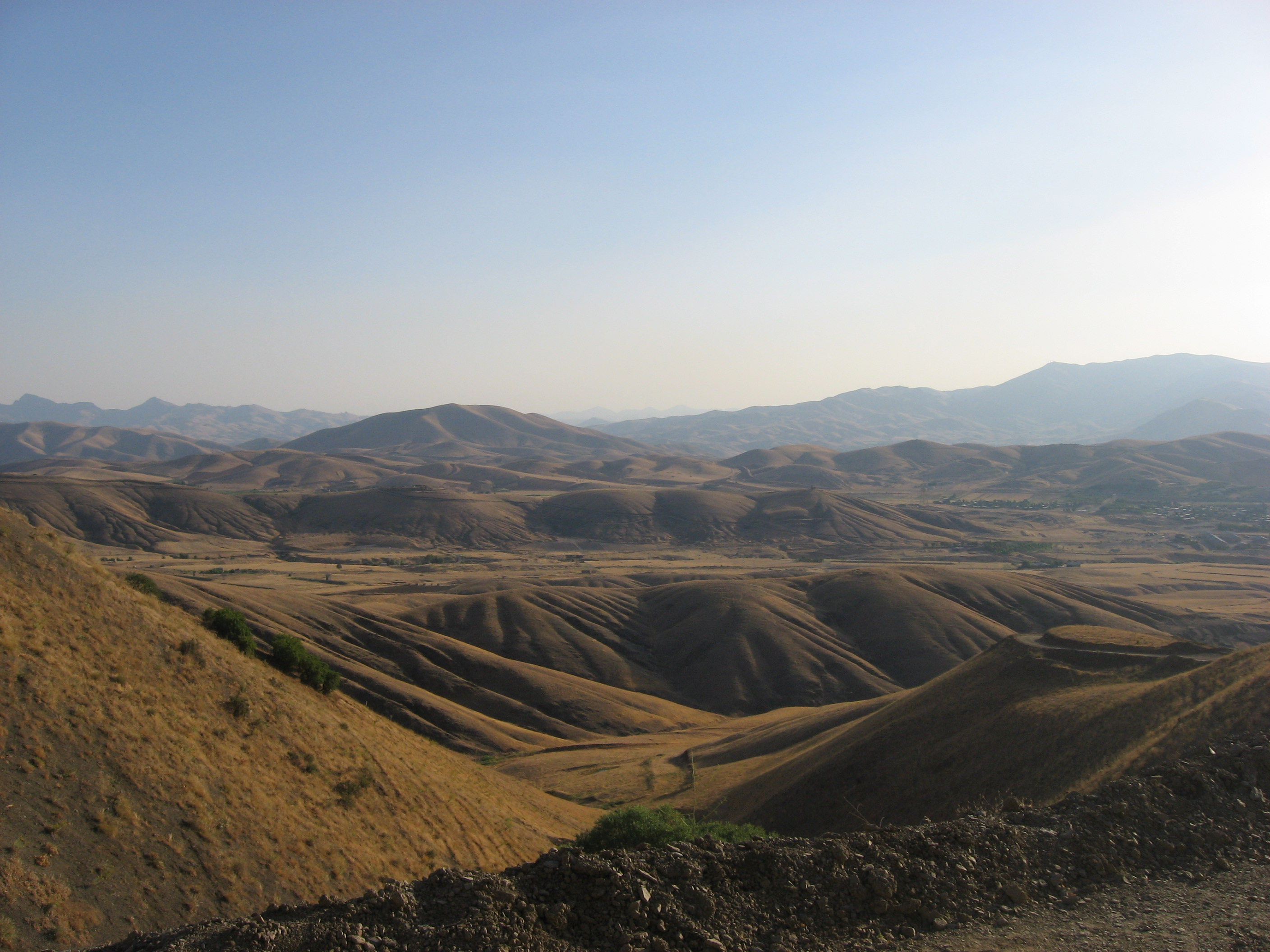
Berg runt staden Sanandaj i iranska Kurdiskan.

I omkring 14 procent av regionerna östra Turkiet, norra Irak och norra Iran växer det i dag skog, men andelen skog har under årens lopp minskat på grund av misskötsel och krig. I krigen har turkiska soldater bland annat bränt ner de skogar som är gömställen för många kurdiska gerillamedlemmar. Men även under folkmordet i Dersîm (officiellt Tunceli) brändes flyende människor ihjäl i skogar som satts i brand. Detsamma gäller soldater och material av resterande ockupationsmakter.
Den gränsöverstigande regionen Kurdistan har bland annat naturtillgångar i form av olja, järnmalm, kol, uran, krom och koppar. Olja finns främst i Irakiska Kurdistan, då intresset för investering och handel har ökat sedan senaste Irak-kriget. Dock är även Iranska Kurdistan rikt på olja, men inget utvinns då regimen vill fortsätta strypa den kurdiska regionen och behålla det extremt fattigt.
Trots det nu karga landskapet är Kurdistan fortfarande rikt på frukt, inklusive granatäpplen, äpplen, fikon, vindruvor, vattenmelon. I vissa delar av Kurdistan odlas även oliver och dadelpalm.

### Vatten
Från bergen rinner många floder. Dessa har namn som Tigris, Eufrat, Murad Su, Khabour, Stora och Lilla Zab, Sirwan och Aras. Området inom regionen Kurdistan är ett av världens mest bergrika områden, Taurus i nordväst och Zagros i sydöst).
Floderna har skapat goda möjligheter för jordbruk och boskapsskötsel, vilket förser delar av Mellanöstern med kött, ull, vete, ris, bomull och tobak. Vattnet som bildas då snön smälter i bergen rinner ner i floder eller bildar stillastående vattensamlingar. De största sjöarna är Vansjön (Wan) och Urmia (Wirmê). Buteljerat vatten som säljs i de större iranska städerna kommer ofta från iranska Kurdistans källor, vars vatten anses vara rikt på mineraler.

## Demografi
Antalet etniska kurder boende i den nationsövergränsande regionen uppskattas till cirka 37 240 000, med följande fördelning:[källa behövs]
- Turkiet: ca 19-25 miljoner (25 %)
- Iran:ca 7-14 miljoner (10 %)
- Irak: ca 6-8 miljoner (20 %)
- Syrien: ca 2-4 miljoner (9 %)
- Azerbajdzjan: ca 180 000 (2 %)
- Armenien: ca 60 000 (2 %)
- I diaspora: ca 3 miljoner (8 %)

Även om etniska kurder är majoritetsbefolkning i denna nationsövergränsande region bebos området även av perser, araber och turkar med flera. Utöver dessa folk lever kurder även tillsammans med assyrier, kaldéer och armenier. Kurder har utvandrat till andra länder på grund av fattigdom, krig och arbetslöshet (se diaspora ovan).

### Språk
Det finns två kurdiska huvuddialekter eller språk. Nationalstaterna, främst Turkiet och Syrien, har förbjudit kurdernas språk inom undervisning. I Iran är kurdiska ett tillåtet kulturspråk och musik på kurdiska sänds i iransk statlig tv och radio. Kurdiska barn har kurdiska som hemspråk i grundskolan. Kurdiska och kurdisk realia undervisas även på iranska universitet, däribland Kordestan University i Sanandaj, sedan 2015. I Turkiet har man underminerat folkgruppen genom att dela upp och påstå att de inte en folkgrupp. Bland annat låter de tro att zazaiskatalande (kurdiska: dimili) inte är kurder. Kulturellt och genetiskt är det dock styrkt att de tillhör den kurdiska folkgruppen och att språket grammatiskt besläktad med det sydöstliga gorani (regionen Hewraman/Oraman/Owraman). Hewramî/Gorani tros vara den äldsta varianten av kurdiska och en modern version av språket i zoroastrismens heliga bok Avesta. Man har funnit texter och lyrik på gorani som är över 3 000 år gamla som studeras och är bevarade på Smithsonian Institution i USA.[källa behövs]
De två huvuddialekterna är sorani (ett samlingsnamn för centralkurdiska dialekter, trots att området Soran främst motsvarar regionen runt Erbil) och kurmanji (kurmancî). I hela södra och centrala Kurdistan talas sorani. Kurmanji talas i de norra och västra delarna av Kurdistan. Den tredje dialekten kallas för Feyli eller Pahlavi (sydkuridiska) som talas i Iran framförallt av Feyli-kurder i de sydvästligaste delarna av Kurdistanprovinsen, Ilam, Kermanshah och Lorestan. I Irakiska Kurdistan är de flesta bosatta i regionen kring Khanaqin och Mandali. Denna region kallas ofta för Feyliregionen (Feylia) och talas av ca 4,5 miljoner kurder.
Sorani skrivs främst med ett modifierat arabiskt alfabet och nuförtiden också med latinska bokstäver. Kurmanji skrivs med latinska bokstäver.

### Religion
Den stora majoriteten av människorna i området bekänner sig till islam. Även jezidism är vanligt förekommande. Ett betydande antal kristna bor i området, främst assyrier och armenier.

## Kultur
Det finns en rik muntlig berättartradition på kurdiska, en som delvis skrevs ner från 1400- och 1500-talet. Först under 1900-talet utvecklades dock kurdiska, i olika varianter, till ett språk för prosa, tidningstexter och liknande.